# 화악산 (경상도)
화악산(華岳山)은 해발 937.5m 높이의 대한민국의 산이다.

## 위치
경남 밀양시 부북면과 경북 청도군 청도읍에 결쳐 있다. 화악산을 중심으로 북쪽에는 남산(870m)이, 남동쪽에는 철마산(627.3m)이 위치해 있으며, 인근 지역에서 가장 높은 산이다.

## 등산 코스
- 평밭- 봉천- 운주사- 화악산 (2~3시간)
- 평양1리 노인회관 - 평지마을끝집 - 화악산동릉 - 밤티재갈림길 - 화악산 - 윗화악산 - 아래화악산 - 철마산갈림길 - 평양1리 노인회관 (5시간)

## 같이 보기
- 한국의 산